# 樂風集團
樂風集團（英語：Lofter Group）為一間香港的房地產發展商，於2012年成立。集團主要業務為收購及發展香港市區核心位置的重建項目，業務涉足工商、零售及住宅物業項目。集團創辦人及現任主席為周佩賢。根據媒體報導，樂風集團的重建項目集中於九龍區，分別為大角咀、旺角東、太子、佐敦及界限街等。

## 歷史
2012年，樂風集團LOFTER GROUP LIMITED在香港註冊成立。
2016年7月，葵涌美和工業大廈部分樓層翻新項目完成，命名為Lofter Sky拆售
2017年5月，荔枝角百美工業大廈翻新項目完成，命名為Lofter Square拆售。
2017年9月，樂風集團與利嘉閣合作於旺角始創中心開設LOFTER項目展銷廳。
2017年10月，觀塘偉業街89號工廈物業翻新項目LOFTER CITY完成並拆售。
2017年11月，觀塘工廈翻新項目Lofter Grand完成並拆售。
2018年1月，推售牛頭角翻新項目LOFTER PRIME
2018年5月，統一大角咀必發道100至106號業權 將投資逾7億改建為甲級商廈
2018年5月，推出觀塘的LOFTER LEGEND及長沙灣區的LOFTER HUB。
2018年7月，成功收購必發道108至114號全數物業，斥資約2.43億元，計劃打造一個甲級商廈及零售綜合項目，暫命名為 ONE BEDFORD PLACE。
2019年3月，推售觀塘道342至344號泉源工業大廈翻新項目LOFTER LEGEND。
2020年3月，夥美資私募基金 斥1.92億統一必發道71至75號舊樓全數業權。
2020年6月，以約3.1億收購旺角洗衣街181至183號貴華閣全幢物業
2020年9月，以1.35億元收購界限街2C-2D號全幢住宅物業，計劃將興建一幢22層高的商住物業。
2020年9月，樂風集團將斥資約2.95億完成收購佐敦南京街11號至13號，預期整個項目的總投資額約5.5億元，冀打造成地標式甲級商廈。 於2020年12月4日完成100%收購，整個收購項目涉資共約3.05億元。
2020年11月，樂風集團夥拍石壁投資以3.47億元收購鄧成波家族位於太子基隆街1至7號物業的全部業權，冀打造成一幢23層高的商住物業。集團本年內共收購5個項目，預算共斥資約30億元進行重建。
2021年1月，樂風集團透過仲量聯行成功以1.4億元收購基隆街9至11號的全部業權，將連同早前購入的基隆街1至7號地皮合併發展。
2021年3月，樂風集團再以約1.4億元購入基隆街13至15號的全部業權，將連同早前購入的基隆街1-11號作合併重建發展為商住項目The Timeless Series系列，總收購額共6.27億港元，預計總投資額逾11億港元。
2021年5月，樂風集團以約2.8億元購入佐敦南京街15至17號超過八成業權，料與去年底收購的南京街11至13號地盤合併發展。
2021年8月，樂風集團於基隆街重建項目進行清拆前開設為期2星期的主題式限時店鋪「舊香港 • 融舊 - 藝術概念館」，聯乘數名同樣重視傳承香港文化精神的本地藝術家，以不同方式呈現出《𝐓𝐡𝐞 𝐓𝐢𝐦𝐞𝐥𝐞𝐬𝐬 𝐒𝐞𝐫𝐢𝐞𝐬》的「融舊 • 立新 • 永恆」設計理念，同時讓公眾回顧舊香港生活。
2021年12月，樂風集團夥拍博領資產管理及石壁投資，以約7.5億港元完成收購佐敦南京街11號至21號大部份業權，將發展為地標式甲廈，總投資額逾13億元。
2022年2月，樂風集團夥新加坡房地產私募股權投資公司SC Capital Partners以4.18億元收購鴨脷洲平瀾街2至4A號和好景街26至28號作住宅項目重建。
2022年5月，樂風集團集團夥拍BentallGreenOak及施羅德資本收購尖沙咀漢口道31至37號物業的大部份業權，斥資逾15億元，計劃將重建為具地標性設計的甲級商廈。

## 企業文化
LOFTERHOLIC是樂風集團的企業文化，為一種工作和玩樂兩者融合的工作模式，同時是其設計特色，可見於集團將其應用在不同領域中，為產品設計加入創意及玩味元素。

## 可持續發展
樂風集團的可持續發展方針包括保育、綠色建築及科技等三大元素。在改善社區環境及經濟回報之間取得平衡，同時推動「新舊共融」的重建理念。
2022年，樂風集團成立樂風關愛社會企劃 （LOFTER-Care Community Program），企劃除了透過經濟上的援助，亦會安排人手參與不同企劃活動解決社區需要，打造可持續發展的未來。

## LOFTER CLUB 樂風會
LOFTER CLUB 樂風會是樂風集團為旗下物業業主及租戶所推出的會員計劃，主要為會員提供一系列的節日禮遇及購買優惠等等。